# Duale polyedre
I geometrien er polyedre grupperet i par af duale polyedre, hvor hjørnerne i det ene modsvarer sidefladerne i det andet. Det duale polyeder til et dualt polyeder er polyederet selv. Dualen til et polyeder med ækvivalente hjørner er et polyeder med ækvivalente sideflader, og et polyeder med ækvivalente kanter er et andet polyeder med ækvivalente kanter. Således er regulære polyedre – platoniske legemer og Kepler-Poinsot-legemer – arrangeret i duale par.
Dualitet er normalt defineret som polær reciprocitet omkring en koncentrisk kugle. Her er hvert hjørne associeret med en sidefladeplan, således at linjen fra centrum til hjørnet er normalt til planen, og produktet af afstandene fra centrum til hvert hjørne er lig kvadratet på radius. I koordinater for reciprocitet omkring kuglen:
x² + y² + z² = r²,
Er hjørnet
(x0, y0, z0)
Associeret med sidefladeplanen:
x0x + y0y + z0z = r².
Hjørnerne af et dualt polyeder er så de reciprokke svarende til sidefladerne i originalen, og sidefladerne i dualen er de reciprokke svarende til hjørnene i originalen. Derudover vil to hjørner, der i originalen er forbundet med en kant, i dualen udgøre to sideflader, der definerer en kant i dualen. Dette kan generaliseres til enhver n-dimensional figur, så der kan tales om duale polytoper. Så vil hjørnerne i en polytop svare til (n − 1)-dimensionale elementer, eller sider, i den anden, og de j punkter, der definerer et (j − 1)-dimensionalt element vil svare til de j hyperplaner, der skærer hinanden for at udgøre et (n − j)-dimensionalt element.